# A túlélő (film, 2013)
A túlélő (eredeti cím: Lone Survivor) 2013-ban bemutatott amerikai háborús-akciófilm, melynek forgatókönyvírója és rendezője Peter Berg. A főszerepben Mark Wahlberg, Taylor Kitsch, Emile Hirsch, Ben Foster és Eric Bana látható. A film megtörtént eseményeken alapul.
A 2007-es könyv alapján játszódik a film, melyet Marcus Luttrell és Patrick Robinson írt.
Premierje az AFI fesztiválon 2013. november 12-én volt, majd december 27-én az Egyesült Államokban, Magyarországon 2014. február 6-án mutatták be a mozikban.

## Rövid történet
Négy katona azt a feladatot kapja, hogy derítsék fel egy hírhedt tálib vezető, Ahmad Shah tartózkodási helyét az afganisztáni háború alatt. Az akció balul sül el és menekülniük kell.

## Cselekmény
Egy kis létszámú amerikai katona feladata, hogy felderítőként megkeressenek Afganisztánban egy hírhedt tálib vezért, Ahmad Shah-ot, jelentsék pontos tartózkodási helyét, majd várják meg a hadművelet (Vörös Szárnyak) második hullámát, mely végez az afgán parancsnokkal. Ám nem kerül sor a második hullámra, mert bár megtalálják, akit keresnek, közben őket is felfedezik.
Néhány afgán pásztor jár pont arra, ahol az amerikaiak pihenőidejüket töltik a hegyoldalban. A tengerészgyalogosok foglyul ejtik a parasztokat, de vitába keverednek egymással: mit csináljanak velük? Három lehetőségből választhatnak: megölik, megkötözik vagy elengedik őket. A harmadik mellett döntenek, ami később óriási hibának bizonyul.
A pásztorok riasztják a tálib hadsereget, és megkezdődik az amerikaiak lassú levadászása.
A katonák menekülni kényszerülnek, mert 200-300 fegyveres tálib üldözi őket folyamatosan. Közben többször leszánkáznak egy-egy hegyoldalon, kezüket, lábukat törik és szinte minden testrészükbe golyót kapnak. Embertelen szenvedéseken esnek keresztül, mire egy kivétellel lelövik mindannyiukat. Ráadásul a kimentésükre végül megérkező helikoptert is találat éri, így 11 Navy Seal és 8 Army Night Stalker hal meg lezuhanása közben.
Egyedül Marcus Luttrell élte túl. A csapat további tagjai Mike Murphy, Danny Dietz és Matt Axelson elhunytak az akció során.

## Szereplők
| Színész          | Szerep                     | Magyar hang    |
| ---------------- | -------------------------- | -------------- |
| Mark Wahlberg    | Marcus Luttrell            | Miller Zoltán  |
| Taylor Kitsch    | Michael P. Murphy százados | Varga Gábor    |
| Ben Foster       | Matthew Axelson            | Dolmány Attila |
| Emile Hirsch     | Danny Dietz                | Csőre Gábor    |
| Alexander Ludwig | Shane Patton               | Baráth István  |
| Eric Bana        | Erik S. Kristensen őrnagy  | Anger Zsolt    |
| Yousuf Azami     | Ahmad Shah                 |                |
| Ali Suliman      | Gulab                      |                |
| Rich Ting        | James Suh                  |                |
| Sammy Sheik      | Taraq                      |                |
| Scott Elrod      | Peter Musselman            |                |